# Pasola Facula
La Pasola Facula è una struttura geologica della superficie di Cerere.